# Kombinacja norweska na Mistrzostwach Świata w Narciarstwie Klasycznym 2001
Zawody w kombinacji norweskiej na XXX Mistrzostwach świata w narciarstwie klasycznym odbyły się w dniach 16 lutego - 24 lutego 2001 w fińskim Lahti.

## Wyniki

### Sprint K 116/7,5 km
- Data 24 lutego 2001

| Medal | Zawodnik         | Narodowość | Wynik   |
| ----- | ---------------- | ---------- | ------- |
|       | Marko Baacke     | Niemcy     | 19:40,3 |
|       | Samppa Lajunen   | Finlandia  | 19:46,5 |
|       | Ronny Ackermann  | Niemcy     | 19:50,3 |
| 4     | Jaakko Tallus    | Finlandia  | 20:15,4 |
| 5     | Kenji Ogiwara    | Japonia    | 20:22,9 |
| 6     | Hannu Manninen   | Finlandia  | 20:30,2 |
| 7     | Kristian Hammer  | Norwegia   | 20:31,2 |
| 8     | Felix Gottwald   | Austria    | 20:37,9 |
| 9     | Bjarte Engen Vik | Norwegia   | 20:55,3 |
| 10    | David Kreiner    | Austria    | 20:56,1 |
| ...   |                  |            |         |
| 40    | Kazimierz Bafia  | Polska     | 24:01,9 |
| 45    | Daniel Bachleda  | Polska     | 24:26,3 |

### Gundersen K 90/15 km
- Data 16 lutego 2001

| Medal | Zawodnik         | Narodowość | Wynik   |
| ----- | ---------------- | ---------- | ------- |
|       | Bjarte Engen Vik | Norwegia   | 39:26,7 |
|       | Samppa Lajunen   | Finlandia  | 40:31,3 |
|       | Felix Gottwald   | Austria    | 40:37,0 |
| 4     | Hannu Manninen   | Finlandia  | 41:21,7 |
| 5     | Kristian Hammer  | Norwegia   | 41:57,1 |
| 6     | Ladislav Rygl    | Czechy     | 41:58,1 |
| 7     | Kenji Ogiwara    | Japonia    | 42:02,5 |
| 8     | Marko Baacke     | Niemcy     | 42:11,5 |
| 9     | David Kreiner    | Austria    | 42:12,4 |
| 10    | Jaakko Tallus    | Finlandia  | 42:29,3 |
| ...   |                  |            |         |
| 51    | Kazimierz Bafia  | Polska     | 49:53,0 |
| 53    | Daniel Bachleda  | Polska     | 50:44,8 |

### Sztafeta 4 x 5 km
- Data 20 lutego 2001

| Medal | Zawodnik                                                              | Narodowość        | Wynik   |
| ----- | --------------------------------------------------------------------- | ----------------- | ------- |
|       | Kenneth Braaten Sverre Rotevatn Bjarte Engen Vik Kristian Hammer      | Norwegia          | 48:54,1 |
|       | Christoph Eugen Mario Stecher David Kreiner Felix Gottwald            | Austria           | 49:05,0 |
|       | Jari Mantila Hannu Manninen Jaakko Tallus Samppa Lajunen              | Finlandia         | 49:13,5 |
| 4     | Marko Baacke Jens Deimel Ronny Ackermann Sebastian Haseney            | Niemcy            | 49:47,6 |
| 5     | Satoshi Mori Daito Takahashi Gen Tomii Kenji Ogiwara                  | Japonia           | 49:58,9 |
| 6     | Aleksiej Fadiejew Aleksiej Barannikow Walerij Stolarow Denis Tiszagin | Rosja             | 51:46,1 |
| 7     | Milan Kučera Ladislav Rygl Vladimir Smid Pavel Churavý                | Czechy            | 51:46,5 |
| 8     | Todd Lodwick Matt Dayton Johnny Spillane Bill Demong                  | Stany Zjednoczone | 52:05,5 |

## Klasyfikacja medalowa
| Miejsce | Państwo   |   |   |   | Razem |
| ------- | --------- | - | - | - | ----- |
| 1.      | Norwegia  | 2 | 0 | 0 | 2     |
| 2.      | Niemcy    | 1 | 0 | 1 | 2     |
| 3.      | Finlandia | 0 | 2 | 1 | 3     |
| 4.      | Austria   | 0 | 1 | 1 | 2     |